# Dongye
Dongye, hvilket betyder det østlige Ye, var en koreansk høvdingerige som omfattede dele af den nordøstlige del af den koreanske halvø fra det 3. århundrede f.Kr. til begyndelsen af det 5. århundrede. Det grænsede til Goguryeo og Okjeo mod nord, Jinhan mod syd, og Kinas Lelang kommanderi mod vest. I dag består dette område af provinserne Syd-Hamgyong og Kangwon i Nordkorea, og Gangwon i Sydkorea. Det menes at være en af de gamle stammer, der udviklede sig til manchu-tungusiske folk.

## Historie
Dongye fremstår i historien som en vasalstat af Goguryeo. I begyndelsen af 5. århundrede, annekterede kong Gwanggaeto den Store af Goguryeo imidlertid Dongye, hvilket førte til, at Goguryeo blev dominerende i hele den nordlige del af den koreanske halvø og det meste af Manchuriet. En lille del af Dongyes sydlige område blev absorberet i Silla.

## Folk og kultur
Dongye anså sig som samme folk som Goguryeo og delte sprog og etnisk oprindelse for befolkningen i Okjeo og Goguryeo. Dette kan indikere, at Dongye også delt en fælles oprindelse med Buyeo og Gojoseon. Befolkningen blev opgjort til at være 280.000 familier.
Meget lidt information om Dongye har overlevet; de fleste af de bevarede oplysninger kommer fra diskussionen om de østlige barbarer i den kinesiske værk Sanguo Zhi. Skikken med "Mucheon" (무천, 舞 天), en festival for tilbedelse af himlen gennem sang og dans i den 10. måned, er nævnt i nogle annaler. Dette synes at have været tæt knyttet til Goguryeos Dongmaeng-festival, der blev afholdt på samme tid af året, og som også omfattede kampsport. Folk tilbad tigeren som en guddom.
Økonomien i Dongye var primært baseret på landbrug, herunder silkeavl og dyrkning af hamp. Mucheon-Festivalen havde fortrinsvis til formål at sikre en god høst i det kommende år. Deres landbrug synes at have været velorganiseret på landsbyniveau. Dongyes love fastlagde strenge straffe for dem, der forgreb sig på fælles jord.